# Szabó János (esperes)
Szabó János (Szeghalom, 1835. június 3. – Debrecen, 1902. május 23.) református esperes-lelkész. Szabó Magda író nagyapja.

## Élete
Szabó János mérnök és dabasi Halász Julianna fia. Tanult Füzesgyarmaton, Debrecenben, Eperjesen, Szarvason, Békésen. 1850-ben vették föl Debrecenben első éves diáknak, a hittani folyamot is ott végezte. A szünidőkben apját segítette mérnöki teendőiben, kitűnő tornász volt, a zenéhez is értett. 1856 októberében Bécsbe indult és az ottani protestáns teológiai fakultáson 1857 áprilisáig maradt; innét a zürichi egyetemre iratkozott be, a szünidőben pedig beutazta Svájcot. Szeptemberben Göttingenbe tette át lakását. Németország és Hollandia nagy részét beutazván, pár hetet Londonban is töltött és 1858 májusában hazaérkezett. Mint segédlelkész két évet töltött Gyomán, 1861 novemberében Köröstarcsára ment segédnek, ahol 1862 szeptemberében rendes lelkésznek választották és 1878 szeptemberében esperessé lett. Ifjabb korában Sárosi Gyula és Szakáll Lajos (mindketten unokatestvérei) buzdították a költői pályára és akkor annak útjait nagyobb szenvedéllyel is járta. Dalai közül egynémelyik közhasználatba is átment, újabb gyűjteményekbe is felvétetett.
Költeményei jelentek meg a Vasárnapi Ujságban (az 1870-es években); cikkei a Protestáns Egyházi és Iskolai Lapban.
Tiszteletére 1902. július 3-án Hódmezővásárhelyen emlékünnepélyt rendeztek, ahol Futó Zoltán, a békésbánáti ev. ref. egyházmegye jegyzője mondott életrajzi adatokban bővelkedő emlékbeszédet.

## Munkái
- Emlékbeszéd gróf Teleki László felett... 1861.
- Emlékbeszéd Révész Imre felett... 1881.
- Templomszentelő imák és beszédek Nagybecskereken. Bpest, 1892. (Többekkel együtt).
- Esperesi általános jelentés a békésbánáti ev. ref. egyházmegye 1897., 1898. és 1899. évi szellemi és anyagi állapotáról. Hód-Mező-Vásárhely, 1898-1900. Három füzet.